# Tetramorium rimytyum
Tetramorium rimytyum är en myrart som beskrevs av Barry Bolton 1980. Tetramorium rimytyum ingår i släktet Tetramorium och familjen myror. Inga underarter finns listade i Catalogue of Life.